# تفکر منفرد
تفکر منفرد (به انگلیسی: Pensée unique) عبارتی تحقیرآمیز برای جریان اصلی سازگاری یا همنوایی ایدئولوژیک از هر نوعی که تقریباً همیشه مخالف گوینده است. در اصل، این یک عبارت فرانسوی است و به ادعاهایی اشاره دارد که نئولیبرالیسم تنها راه صحیح برای ساختار جامعه است. این عبارت حاکی از آن است که بحث جریان اصلی با مفروضات ایدئولوژیک در مورد آنچه ممکن است محدود می‌شود. یکی از نمونه‌های تفکر منفرد منتقدان، شعار مارگارت تاچر نخست‌وزیر بریتانیا: TINA ("هیچ جایگزینی وجود ندارد") بود.
این عبارت توسط ژان فرانسوا کان، سردبیر L'Événement du Jeudi، در سرمقاله ای در ژانویه ۱۹۹۲ ابداع شد. عبارت pensée unique تفکر منفرد اغلب توسط احزاب و سازمان‌های سیاسی و در نقد استفاده می‌شود.
این اصطلاح در مورد ممنوعیت ماری جوانا استفاده شده‌است، با برخی از نظر دهندگان می‌گویند که تفکر منفرد مانعی برای قانونی شدن است.